# بلال القدرة
بلال كمال محمود القدرة، قيادي فلسطيني في حركة المقاومة حماس وقائد وحدة النخبة التابعة لكتائب الشهيد عز الدين القسام في كتيبة جنوب خان يونس، كان ممن خططوا لهجمات السبت 22 ربيع الأوَّل 1445 هـ (7 تشرين الأول/أكتوبر 2023 م) أو ما يعرف بعملية طوفان الأقصى.

## طوفان الأقصى
تتهم إسرائيل بلال القدرة بالتخطيط بشكلٍ وثيق ومباشر لعملية طوفان الأقصى التي بدأت في 7 أكتوبر 2023، فتقول إسرائيل بأنه أحد المشرفين عسكرياً على العملية، وبهذا الخصوص يقول رئيس جهاز الموساد الإسرائيلي " بأن القدرة مسؤولًا عن عملية في نيريم ونير-عوز".
وفي ساعات الليلة الأولى بتاريخ 10 أكتوبر 2023 أغار جيش الاحتلال على أكثر من مئة هدف عسكري في حي الزيتون وخان يونس وغرب جباليا لإضعاف قدرات المقاومة "حماس"، حيث شملت الغارات مقرات قيادة ومجمعات عسكرية وعشرات المنصات لإطلاق الصواريخ ومواقع إطلاق قذائف مضادة للدروع ومواقع رصد وتم قصف منزل بلال القدرة والمربع السكني الذي يعيش به. وفي أكتوبر 2023 ضمن "معركة طوفان الأقصى" أعلن وزير الدفاع الإسرائيلي يوآف غالانت عن مُلاحقة إسرائيل لبلال القدرة.

## استشهاده
أعلن جيش الاحتلال الإسرائيلي عن مقتل بلال القدرة يوم الأحد الموافق 15 أكتوبر 2023 م خلال ضربة جوية مدينة غزة.